# جيمس كارول (سياسي أيرلندي)
جيمس كارول (بالإنجليزية: James Carroll)‏ هو سياسي أيرلندي، ولد في 21 أغسطس 1983 في جمهورية أيرلندا. حزبياً، نشط في فيانا فايل. وقد انتخب عضو مجلس الشيوخ من أيرلندا عن دائرة اللجنة الإدارية ‏ وقد انضم خلال فترته النيابية ‏ (26 نوفمبر 2009 – 25 أبريل 2011) للكتلة البرلمانية فيانا فايل.